# Укен
Укен (яп. 宇検村 Укэн-сон) — село в Японии, находящееся в уезде Осима округа Осима префектуры Кагосима. Площадь села составляет 103,07 км², население — 1790 человек (1 августа 2014), плотность населения — 17,37 чел./км².

## Географическое положение
Село расположено на острове Амамиосима в префектуре Кагосима региона Кюсю. С ним граничат город Амами, посёлок Сетоути и село Ямато.

## Население
Население села составляет 1790 человек (1 августа 2014), а плотность — 17,37 чел./км². Изменение численности населения с 1980 по 2005 годы:
| 1980 | 2594 чел. |  |
| 1985 | 2473 чел. |  |
| 1990 | 2492 чел. |  |
| 1995 | 2424 чел. |  |
| 2000 | 2243 чел. |  |
| 2005 | 2048 чел. |  |

## Символика
Деревом села считается Schima wallichii, цветком — гибискус, птицей — Erithacus komadori.